# دارسی پکت
دارسی پکت (انگلیسی: Darcy Paquet؛ زادهٔ ۱۹۷۲) منتقد فیلم، استاد دانشگاه، نویسنده و بازیگر آمریکایی است. او در پانزدهمین جشنواره فیلم بوسان در سال ۲۰۱۰، جایزه گزارشگران فیلم کره را به دلیل کمک‌هایش در معرفی سینمای کره به جهان دریافت کرد.

## تحصیلات
پکت اهل ماساچوست است و در کالج کارلتون در رشته زبان روسی تحصیل کرد و مدرک کارشناسی ارشد خود را در رشته زبان‌شناسی از دانشگاه ایندیانا دریافت کرد.